# Matinadas
Matinadas é um Distrito do município de Umbuzeiro, na Paraíba criado pela Lei Municipal nº 288-A de 20 de junho de 2013, aprovada pela Câmara Municipal de Umbuzeiro e sancionada pelo prefeito Thiago Pessoa Camelo. Se localizando no extremo leste do município, forma uma conurbação com o povoado homônimo do município de Orobó em Pernambuco, sobre o divisor de águas do limite interestadual. Dista 7 Km da Sede do Município de Umbuzeiro.
Situa-se no planalto do Borborema, em uma região de superfície de ondulações suaves e médias, com uma das maiores altitudes do município de Umbuzeiro.

## História

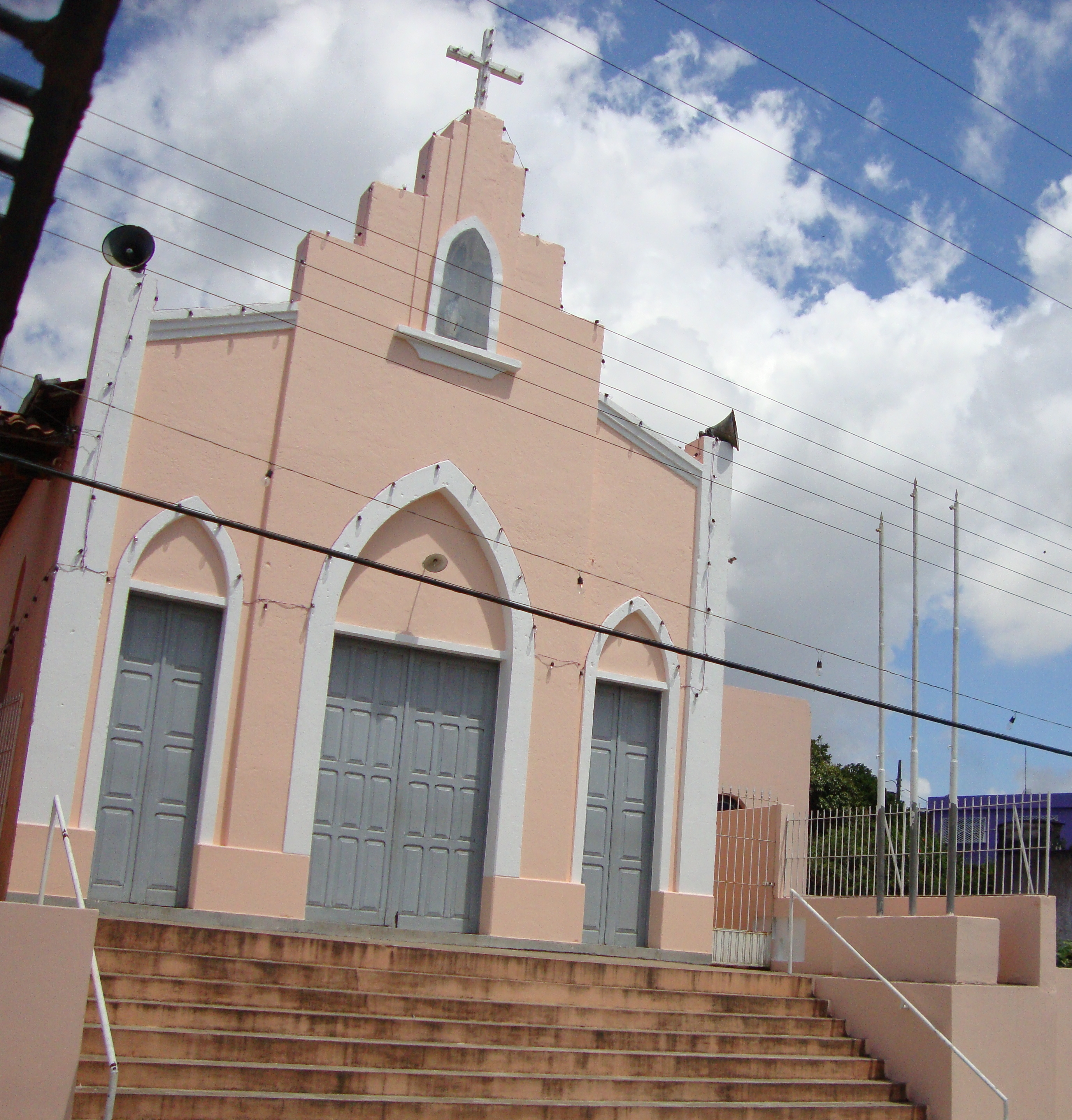
Vista da fachada da Capela de São Severino, Mártir, na vizinha povoação pernambucana.

A Vila de Matinadas é uma das localidades mais antigas do município de Umbuzeiro, sendo um ponto referencial na região pela sua altitude. Estando esse referencial presente no nome da primeira sesmaria do município com a Fazenda Marcos de Castro de Matinadas. Também citada como uma importante povoação por João Lyra Tavares em sua síntese sobre os municípios paraibanos em 1908.
Tendo sua citação em Portaria de 12 de maio de 1864, do Governo da Província da Parahyba, que criava os distritos de Barra de Natuba e Imbuzeiro, tendo como divisa entre os dois distritos as localidades da Ladeira do Viado e Matinada, ambas hoje no atual município de Umbuzeiro.
Segundo o memorialista, José Eduardo Gomes, são considerados moradores primitivos da localidade os senhores Antônio Pedro Catarino de Aguiar, José Virgolino de Aguiar, Cícero de Souza, Noel Vieira, Afonso Valdevino, Salustiano Vicente Barbosa entre tantos outros.
A Vila de Matinadas possui como padroeiro, São Severino, Mártir, com festejo na penúltima semana de novembro. Tendo a assistência religiosa prestada principalmente pela Paróquia de Nossa Senhora da Conceição de Orobó. Sendo de maneira complementar prestada pela da Paróquia de Nossa Senhora do Livramento de Umbuzeiro, que atende no Oratório Privado de São José e com uma missa quinzenal na Escola Particular Nossa Senhora da Divina Providência.
A feira na localidade começou por volta de 1938, polarizando uma significativa região a leste do município, bem como algumas localidades pernambucanas. Sendo o Mercado Público de Matinadas, construído em 1969, na administração do então Prefeito de Umbuzeiro, o Sr. José da Costa Gomes. Hoje no local, funciona o Posto de Saúde de Matinadas e o Posto dos Correios. Sendo a feira realizada atualmente toda quarta-feira no lado pernambucano da povoação.

## Geografia

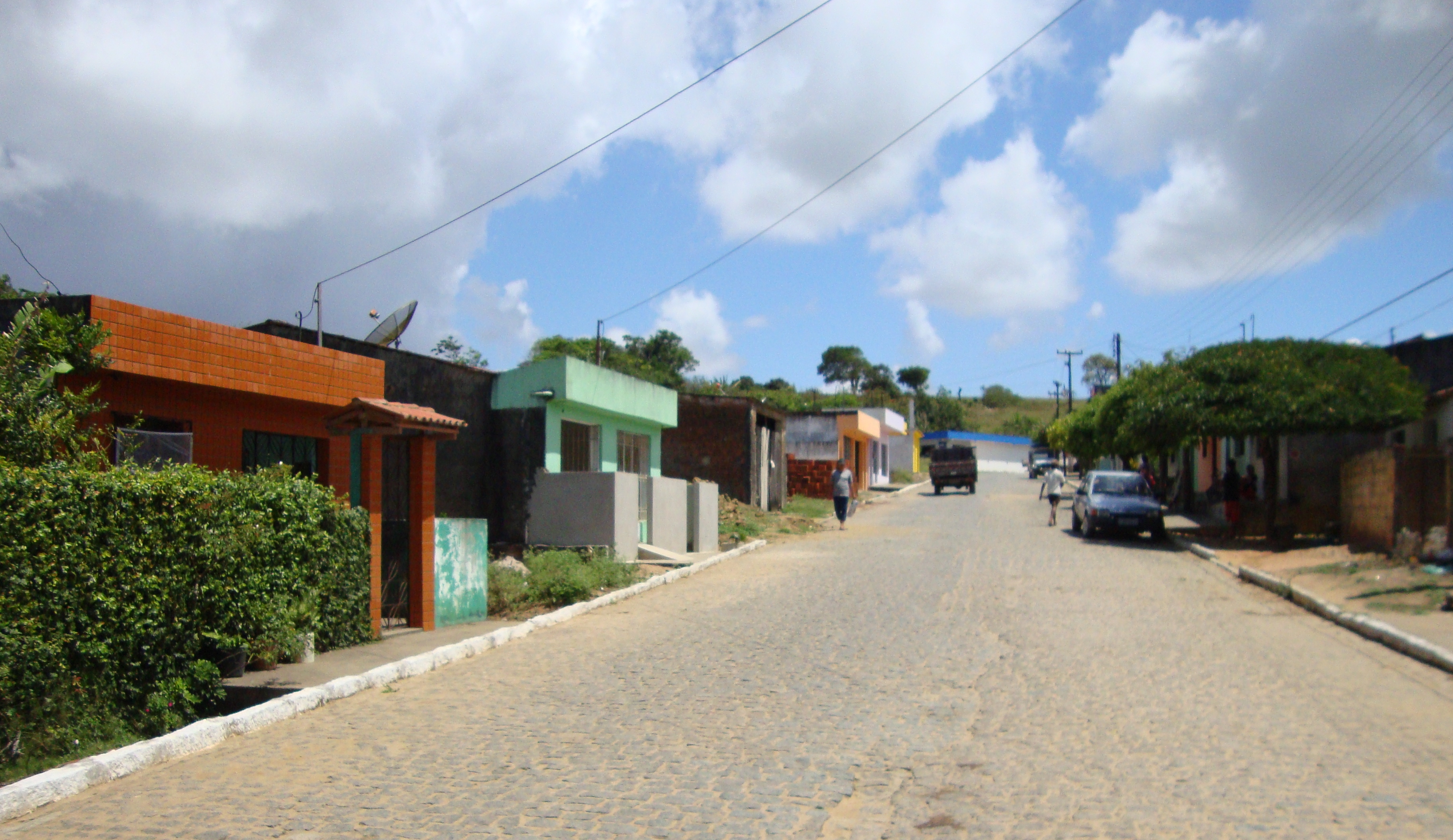
Avenida Deputado Carlos Pessoa Filho (Antiga Rua do Açude), na entrada da Vila de Matinadas. Sentido Umbuzeiro-Natuba.

O clima é equatorial semiárido, com temperatura média de 22°C e umidade variando entre 75% e 83% durante o dia. Os meses mais quentes são de outubro a março e as maiores pluviosidades ocorrem no período de abril a agosto. Assim a sede do distrito possui um dos melhores climas do município.
A vegetação original já foi toda devastada, hoje dominada pela agricultura e o capim. Matinadas limita-se, ao Norte com o município de Aroeiras, ao Sul com o Estado de Pernambuco - Orobó, ao Leste com o município de Natuba e a Oeste com a Sede do Município de Umbuzeiro na divisa das terras da Estação Experimental João Pessoa - EMEPA como  as terras da Fazenda Gruta.

## Infraestrutura
Quanto a infraestrutura o Distrito de Matinadas é cortado pela rodovia estadual PB-082 (Rodovia Antônio Cabral Neto), que liga a sede do município de Umbuzeiro ao município de Natuba e deste a outras regiões do agreste paraibano. Possui também, uma Agência de Correios Comunitária, um Posto de Saúde, além da Escola Municipal Carlos Pessoa da Silva. Matinadas ainda possui cobertura parcial por parte da Vivo. Quanto ao sistema de telefonia fixo, temos a prestação do serviço, via Orobó - Pernambuco, pela Oi Fixo, DDD 081. O serviço de energia elétrica é também prestado por Pernambuco, por meio da Celpe.
Está em face de Construção pelo Governo do Estado da Paraíba, pro meio da CAGEPA, o Sistema Adutor de Natuba, que beneficiará o distrito como o abastecimento de água.

## Comércio e Turismo

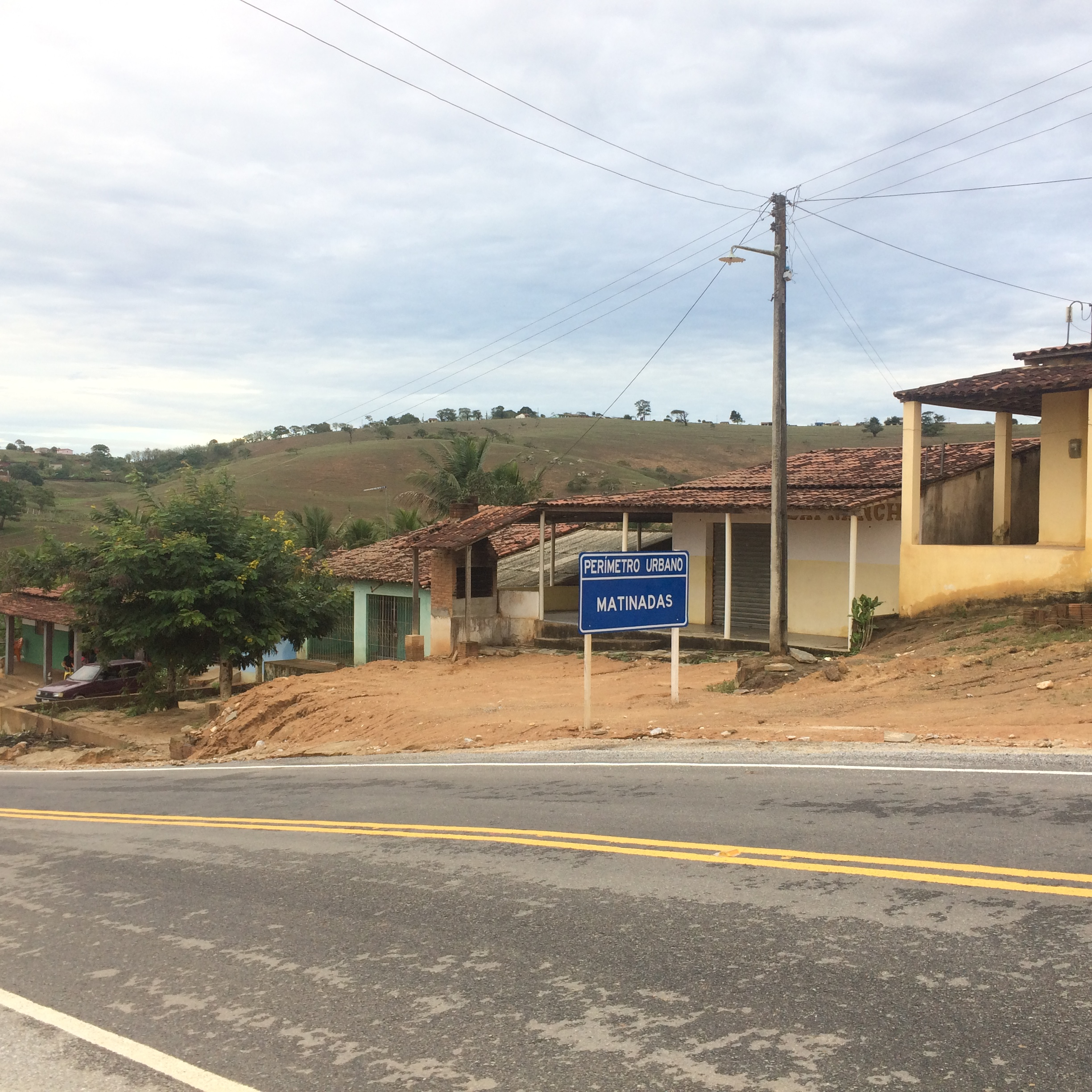
Início do Perímetro Urbano de Matinadas (PB-082, sentido Umbuzeiro - Natuba).

Matinadas possui um comércio florescente, haja vista sua localização possuindo armazéns de construção, posto de combustível e áreas bem aprazíveis de lazer, como a Piscina de Matinadas. Além uma bela região propícia ao Ecoturismo, todavia não explorado nem pela Paraíba, nem por Pernambuco, diferentemente do que já acontece na região de Pirauá, dividida entre os municípios de Natuba e Macaparana.
A Festa de São Severino sempre realizada na penúltima semana de novembro é um dos acontecimentos mais marcantes do calendário turístico e religioso da região, reunindo grande volume de visitantes.

## Localidades Periféricas
O Distrito de Matinadas conta com seguintes localidades: A Vila Matinadas, e os Sítios: Mulungu, Sapucaia, Vargem do Pipiri, Gruta, Dois Riachos, Mundo Novo, Jucá, Chã do Vento, Lagoa Velha, Trapiazinho e Ladeira do Veado.